# Grallaria centralis
Grallaria centralis — вид горобцеподібних птахів родини Grallariidae. Описаний у 2020 році.

## Таксономія
Grallaria centralis описаний як новий вид у 2020 році на основі відмінностей у кольорі оперення, вокалізації та мітохондріальних генетичних даних. Популяцію цього виду раніше відносили до мурашниці каштанової (Grallaria blakei).

## Поширення
Ендемік Перу. Мешканець східного схилу Анд у провінціях Уанако, Паско та Хунін. Живе у вологих гірських лісах.
Від близькоспорідненого виду Grallaria ayacuchensis відокремлений річкою Мантаро.